# Pitelino
Pitelino (russisch Пите́лино) ist eine Siedlung städtischen Typs in der Oblast Rjasan in Russland mit 2257 Einwohnern (Stand 14. Oktober 2010).

## Geographie
Der Ort liegt gut 130 km Luftlinie östlich des Oblastverwaltungszentrums Rjasan im Gebiet zwischen den rechten Oka-Nebenflüssen Mokscha und Pjot.
Pitelino ist Verwaltungszentrum des Rajons Pitelinski sowie Sitz und einzige Ortschaft der Stadtgemeinde Pitelinskoje gorodskoje posselenije.

## Geschichte
Der Ort wurde 1626 erstmals urkundlich erwähnt. Ab Ende des 18. Jahrhunderts gehörte er zum Ujesd Jelatma des Gouvernements Tambow.
Am 12. Juli 1929 wurde Pitelino Verwaltungssitz eines neu geschaffenen, nach ihm benannten Rajons. Seit 1967 besitzt der Ort den Status einer Siedlung städtischen Typs.

### Bevölkerungsentwicklung
| Jahr | Einwohner |
| ---- | --------- |
| 1897 | 1436      |
| 1939 | 2011      |
| 1959 | 1401      |
| 1970 | 2346      |
| 1979 | 2586      |
| 1989 | 2742      |
| 2002 | 2415      |
| 2010 | 2257      |

Anmerkung: Volkszählungsdaten

## Verkehr
Westlich an der Siedlung vorbei verläuft die Regionalstraße 61K-012, die etwa 60 km südlich in Schazk von der föderalen Fernstraße M5 abzweigt, durch das benachbarte Rajonzentrum Sassowo und von Pitelino weiter nach Kassimow führt. Im 25 km entfernten  Sassowo befindet sich an der Strecke Moskau – Rjasan – Rusajewka – Sysran auch die nächstgelegene Bahnstation.